# Alfredo Rojas
Alfredo Rojas (20. února 1937, Lanús – 16. června 2023) byl argentinský fotbalový útočník.

## Klubová kariéra
Začínal v Argentině v týmu CA Lanús. V letech 1958-1961 hrál španělskou ligu za Celtu Vigo a Betis Sevilla. V roce 1961 se vrátil do Argentiny, kde hrál za CA River Plate, Club de Gimnasia y Esgrima La Plata a CA Boca Juniors. S Bocou Juniors získal v roce 1965 mistrovský titul. V roce 1969 hrál v Uruguayi za CA Peñarol. Kariéru končil v chilské lize v týmech CD O'Higgins a CD Universidad Católica. V Poháru osvoboditelů nastoupil ve 25 utkáních a dal 10 gólů. Za reprezentaci Argentiny nastoupil v letech 1958–1966 v 15 utkáních a dal 1 gól. Byl členem argentinské reprezentace na Mistrovství světa ve fotbale 1958, nastoupil v 1 utkání. Byl členem argentinské reprezentace na Mistrovství světa ve fotbale 1966, ale v utkání nenastoupil.

## Ligová bilance
| Ročník                      | Zápasy | Góly | Klub                                |
| --------------------------- | ------ | ---- | ----------------------------------- |
| 1. argentinská liga 1956    | 13     | 11   | CA Lanús                            |
| 1. argentinská liga 1957    | 17     | 8    | CA Lanús                            |
| 1. argentinská liga 1958    | 25     | 22   | CA Lanús                            |
| 1. španělská liga 1958/1959 | 7      | 1    | Celta de Vigo                       |
| 1. španělská liga 1959/1960 | 26     | 8    | Betis Sevilla                       |
| 1. španělská liga 1960/1961 | 21     | 10   | Betis Sevilla                       |
| 1. argentinská liga 1961    | 3      | 2    | CA River Plate                      |
| 1. argentinská liga 1962    | 27     | 17   | Club de Gimnasia y Esgrima La Plata |
| 1. argentinská liga 1963    | 24     | 10   | Club de Gimnasia y Esgrima La Plata |
| 1. argentinská liga 1964    | 30     | 8    | Club de Gimnasia y Esgrima La Plata |
| 1. argentinská liga 1965    | 34     | 17   | CA Boca Juniors                     |
| 1. argentinská liga 1966    | 29     | 17   | CA Boca Juniors                     |
| 1. argentinská liga 1967    | 24     | 11   | CA Boca Juniors                     |
| 1. argentinská liga 1968    | 14     | 1    | CA Boca Juniors                     |
| 1. uruguayská liga 1969     | -      | -    | CA Peñarol                          |
| 1. chilská liga 1970        | 20     | 7    | CD O'Higgins                        |
| 1. chilská liga 1971        | 23     | 8    | CD O'Higgins                        |
| 1. chilská liga 1972        | 14     | 4    | CD Universidad Católica             |
| CELKEM 1. argentinská liga  | 244    | 124  |                                     |
| CELKEM 1. španělská liga    | 54     | 19   |                                     |
| CELKEM 1. chilská liga      | 57     | 19   |                                     |